# Hatty Nawezhi
Hatty Nawezhi, de son complet Harriet Bende Belobi Nawezhi, née le 7 septembre 1994 à Kinshasa, est une joueuse belge de basket-ball évoluant au poste d'ailier fort.

## Biographie

### Équipe nationale
Elle remporte le championnat d'Europe des 18 ans et moins en 2011.
Elle participe à la coupe du monde 2018 avec l'équipe de Belgique qui termine à la 4e place,.